# 成都量具刃具廠大樓
成都量具刃具廠大樓位於四川省成都市成華區，文物遺址年代判定為1958年。2007年6月1日公佈為四川省第七批文物保護單位。